# Maylandia greshakei
Maylandia greshakei är en fiskart som först beskrevs av Meyer och Foerster, 1984.  Maylandia greshakei ingår i släktet Maylandia och familjen Cichlidae. IUCN kategoriserar arten globalt som sårbar. Inga underarter finns listade i Catalogue of Life.